# Mansoa verrucifera
Mansoa verrucifera là một loài thực vật có hoa trong họ Chùm ớt. Loài này được (Schltdl.) A.H.Gentry mô tả khoa học đầu tiên năm 1976.